# Руен (гора)
Ру́ен (болг. Руен) — гора в Болгарии, самая высокая вершина горного массива Осогово. Высота 2251,3 метров, является пятой по высоте горной вершиной в Болгарии.
Гора расположена на границе между Болгарией и Северной Македонией.